# Cariberto di Laon
Cariberto di Laon, chiamato anche Chariberto, (... – 23 giugno 720, o meglio tra 744 e 762) fu conte di Laon e un nonno di Carlo Magno.

## Biografia
Si sa poco di Cariberto.
Nel 721 firmò con sua madre Bertrada di Prüm l'atto di fondazione dell'abbazia di Prüm, poi lo stesso anno e ancora con sua madre fece una donazione fatta all'abbazia di Echternach.
Secondo un atto della figlia e del genero, morì prima del 762.

## Genealogia
Suo padre è sconosciuto. Questo padre sconosciuto di Cariberto era probabilmente un Ugobertide.
Il padre è stato in passato identificato con il conte (o duca) Martino, maestro di palazzo di Austrasia, morto nel 680, fratello o cugino di Pipino di Herstal, figlio di Grimoaldo, maestro di palazzo di Austrasia, morto nel 662 e nipote materno di Clotario II e Bertrude, di cui parla il continuatore di Fredegario, ma questo Martino deve la sua esistenza a una cattiva interpretazione del testo e, se questo Martino fosse anche veramente esistito, non fu il padre di Cariberto, secondo Christian Settipani.
Il nome di sua moglie non è menzionato in documenti contemporanei o successivi. Secondo recenti studi, questa moglie potrebbe essere chiamata Gisela.
Nel 744 sua figlia Bertrada di Laon, conosciuta come Berta dal Gran Pie', sposò Pipino il Breve, maestro di palazzo e futuro re dei Franchi.